# Thagria louisae
Thagria louisae är en insektsart som beskrevs av Nielson 1977. Thagria louisae ingår i släktet Thagria och familjen dvärgstritar. Inga underarter finns listade i Catalogue of Life.